# Municipio de Monroe (condado de Daviess)
El municipio de Monroe (en inglés: Monroe Township) es un municipio ubicado en el condado de Daviess en el estado estadounidense de Misuri. En el año 2010 tenía una población de 153 habitantes y una densidad poblacional de 1,62 personas por km².

## Geografía
El municipio de Monroe se encuentra ubicado en las coordenadas 39°49′25″N 93°55′32″O / 39.82361, -93.92556. Según la Oficina del Censo de los Estados Unidos, el municipio tiene una superficie total de 94.58 km², de la cual 93,72 km² corresponden a tierra firme y (0,91 %) 0,86 km² es agua.

## Demografía
Según el censo de 2010, había 153 personas residiendo en el municipio de Monroe. La densidad de población era de 1,62 hab./km². De los 153 habitantes, el municipio de Monroe estaba compuesto por el 96,08 % blancos, el 0,65 % eran de otras razas y el 3,27 % eran de una mezcla de razas. Del total de la población el 3,27 % eran hispanos o latinos de cualquier raza.